# Esaias Tegnér
Esaias Tegnér (Säffle, 13 november 1782 – Växjö, 2 november 1846) was een Zweeds romantisch dichter, hoogleraar en bisschop. 

## Biografie
Toen Esaias Tegnér negen jaar was, overleed zijn vader, een predikant. Tegnér studeerde wijsbegeerte aan de universiteit van Lund, waar hij in 1811 een aanstelling als hoogleraar Grieks verkreeg. In 1824 werd Tegnér aangesteld als bisschop van Växjö, een positie die hij tot zijn dood behield. Vanaf 1819 was Esaias Tegnér tevens een van de leden van de prestigieuze Zweedse Academie. 
Als dichter maakte Esaias Tegnér in 1811 naam door zijn patriottische gedicht Svea. In datzelfde jaar richtte hij met onder anderen Pehr Henrik Ling, Erik Gustaf Geijer en Jakob Adlerbeth het Götiska Förbundet ('Gotisch verbond') op. Het doel van dit genootschap was om het nationale gevoel te stimuleren door middel van poëzie en studie van de geschiedenis. Tegnér droeg jarenlang bij aan het door het verbond uitgegeven tijdschrift Iduna. 
Zijn grootste succes behaalde Esaias Tegnér met het veelvuldig vertaalde epische gedicht Frithiofs saga (1825), gebaseerd op een oude IJslandse saga. 
In de jaren 1840 kampte Esaias Tegnér met mentale problemen en werd hij enige tijd opgenomen in een inrichting. 
- Bibsys: 90084732
- Biblioteca Nacional de España: XX1450778
- Bibliothèque nationale de France: cb125297197 (data)
- Digitale Bibliotheek voor de Nederlandse Letteren: tegn005
- Gemeinsame Normdatei: 118621130
- International Standard Name Identifier: 0000 0001 2138 1592
- KulturNav: 25158dd3-dc85-43e1-aab7-cd1d6da3771d
- Library of Congress Control Number: n82123519
- Nationale Bibliotheek van Letland: 000185311
- MusicBrainz: 942bc57e-503e-461d-bcf6-3d2f708780ae
- Nationale Bibliotheek van Tsjechië: jn20020726499
- Nationale bibliotheek van Australië: 35826126
- Nationale Bibliotheek van Israël: 987007272403705171
- Nationale en Universitaire bibliotheek Zagreb: 000045319
- Nederlandse Thesaurus van Auteursnamen: 068527446
- Réseau des bibliothèques de Suisse occidentale: 02-A003891139
- LIBRIS: 203434
- SNAC: w67j1z82
- Système universitaire de documentation: 034553150
- Trove: 1105092
- Virtual International Authority File: 69040407
- WorldCat: E39PBJqkbtRpxbgV6Bmkcd8Qv3

1. ↑  By-Säffle kyrkoarkiv, Födelse- och dopböcker, SE/VA/13069/C I/5 (1781-1821), bildid: C0036828_00018, sida 13. Swedish church birth records. Geraadpleegd op 12 mei 2019.
2. ↑  Växjö kyrkoarkiv, Död- och begravningsböcker, SE/VaLA/00457/F/1 (1807-1860), bildid: C0026409_00136, sida 237. Geraadpleegd op 12 mei 2019. “25,.....Esaias Tegner, 2/11...63,11....Slag”